# Heino Orbini
Heino Orbini, auch bekannt als Guschti Brösmeli, (* 1939) ist ein Schweizer Conférencier, Puppenspieler und Schauspieler.
Bekannt wurde er in den 1970ern als Lockvogel für die versteckte Kamera in der Sendung Teleboy von Kurt Felix, später auch bei Verstehen Sie Spaß?. Als Witze-Erzähler ist er in der Deutschschweiz von zahlreichen Auftritten und Tonträgern her bekannt. Seine Erfahrungen hat er 1996 in einem Buch mit dem Titel Der Schweizer Conférencier – Anleitung für die Organisation von Anlässen weitergegeben.
Orbini lebt mit seiner Frau in Zürich-Altstetten.